# Bujanovské vrchy
Bujanovské vrchy jsou geomorfologický podcelek Čierné hory. Nejvyšší vrch podcelku je Suchý vrch, dosahující výšky 799 m n. m.

## Polohopis
Podcelek leží na severu centrální části Čierné hory a v rámci pohoří sousedí na severozápadě s Roháčkou, na jihovýchodě s podcelky Pokryvy a Sopotnické vrchy. Na severovýchodě sousedí Šarišská vrchovina, západním směrem navazují Volovské vrchy s podcelky Hnilecké vrchy a Kojšovská hoľa. 

## Významné vrcholy
- Suchý vrch - nejvyšší vrch podcelku (799 m n. m.)
- Šľuchta (781 m n. m.)
- Bujanov (757 m n. m.)

## Ochrana přírody
V Bujanovských vrších leží maloplošné chráněné území Margecianska linie a Bujanovská dubina. 

## Doprava
Západním okrajem území vede silnice II / 547 ( Krompachy - Margecany - Košice ), severovýchodní okraj vymezuje silnice II / 546 (Margecany - Prešov). Centrální částí masivu vede Bujanovským tunelem železniční trať Žilina - Košice.

## Turismus
Z Klenova k železniční zastávce Ružín vede  modře značená turistická trasa. Významnou roli pro rozvoj turismu sehrává vodní nádrž Ružín.